# Drum public național M1
Der Drum public național M1 ist eine Fernstraße in der Republik Moldau. Die Straße, die zugleich einen Teilabschnitt der Europastraße 581 bildet, ist Teil der wichtigen Verbindung zwischen der moldauischen und der rumänischen Hauptstadt. Ihr Zustand wird als gut bezeichnet.

## Verlauf
Die Straße führt von der moldauischen Hauptstadt Chișinău zunächst in westlicher Richtung, größere Ansiedlungen meidend, und wendet sich auf der Höhe von Nisporeni nach Süden. Sie erreicht hinter dem Dorf Leușeni den Fluss Prut, der die Grenze zu Rumänien bildet. Auf rumänischer Seite wird sie vom Drum național 24B fortgesetzt, der über Huși an den Drum național 24 führt.
Die Länge der Straße beträgt rund 97 Kilometer.